# 美國外交安全局
外交安全局（英語：Bureau of Diplomatic Security, DS）是隸屬美國國務院的官僚組織，由外交安全事務助理國務卿（助卿）領導。該局下轄數個機構，包括外交安全勤務處（DSS）、訓練處、國際計畫處、網路及技術安全處、高度威脅計畫處、對策處、威脅調查及分析處。其中外交安全勤務處是隸屬該局的聯邦執法單位，為探員所構成，並由由外交安全局首席副助卿兼任處長，其餘各處各由一位副助卿兼任助理處長，另設一名安全基礎設施資深協調官。

## 歷史
美國外交安全局的起源可以追溯到第一次世界大戰的早期，當時美國試圖保持其中立，卻成為間諜破壞和護照欺詐的目標。在1915年末，國務卿羅伯特·蘭辛建議在國務院內成立一個國際執法單位，以調查此類罪行。
1916年4月4日，蘭辛的建議未能獲得支持，於是自行成立了外交安全局的前身，秘密情報局。主要任務是防範護照偽造和反間諜。

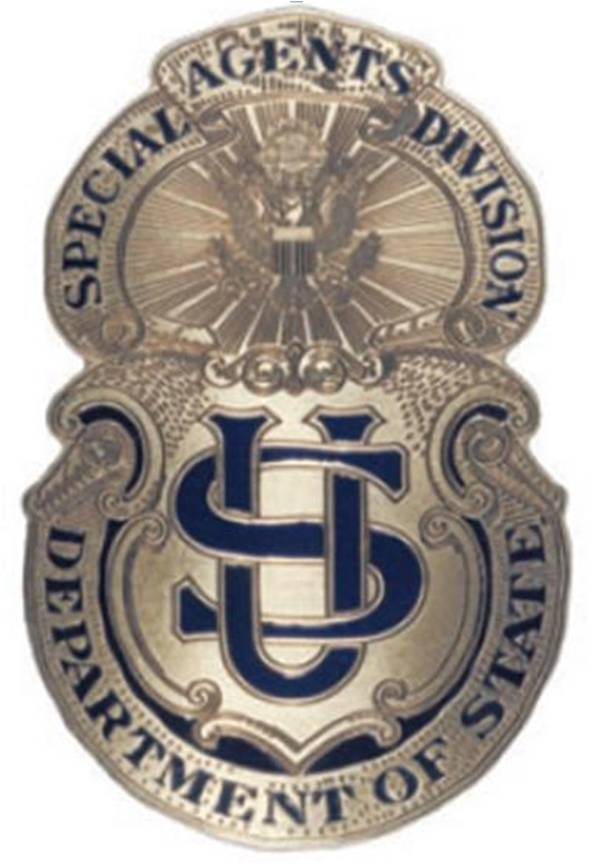
秘密情報局徽章

在第二次世界大戰時，秘密情報局改稱為安全處（Office of Security，SY）。
美國駐黎巴嫩大使館爆炸案後，在英曼報告的建議下，1985年美國國會成立外交安全局。

## 外交安全局與外交安全勤務處
很多人沒辦法分辨外交安全局（DS）與外交安全勤務處（DSS）之間的關係，但兩者在層級上有所不同。外交安全局是官僚組織，負責監督美國國務院所有與安全相關的事務，而外交安全勤務處是外交安全局的一部分，由聯邦探員組成，可以說是局內的執法機構。
外交安全助理國務卿負責領導外交安全局，下轄數名副助理國務卿（Deputy Assistant Secretaries），其中首席副助理國務卿（Principal Deputy Assistant Secretary）負責管轄安全勤務處。

## 任務

### 人身保護
負責保護國務卿、美國駐聯合國大使，並與美國特勤局保護他國貴賓、外交官以及在紐約的聯合國大會。

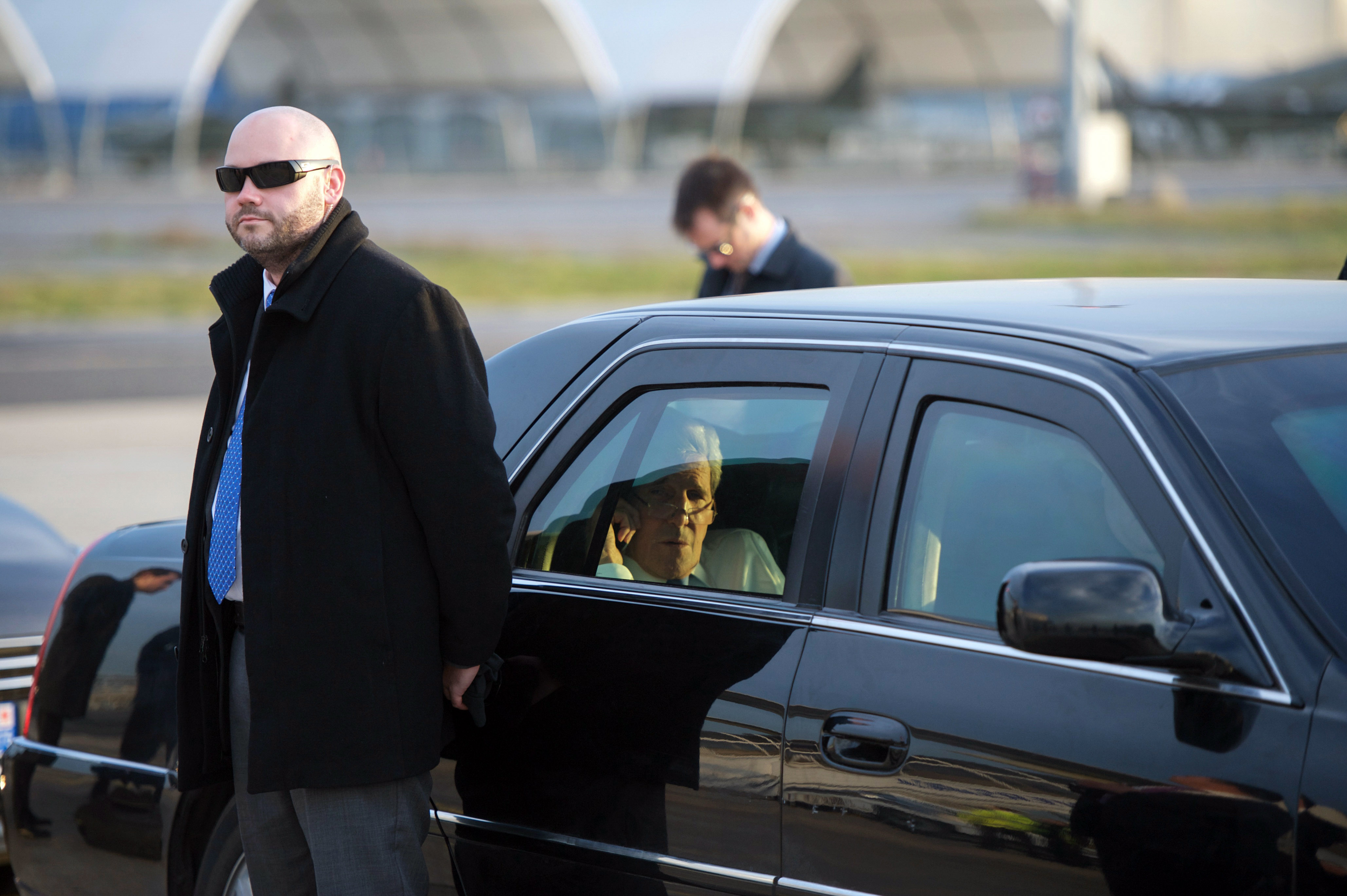
外交安全局探員保護國務卿約翰·凱瑞打電話

### 防範護照和簽證偽造
防範有人以偽造美國簽證、假結婚等詐欺手段前往美國進行恐怖攻擊、走私、組織犯罪等行為。

### 反情報
2009年6月4日，DSS和FBI逮捕了前美國國務院僱員肯德爾·邁爾斯，罪名是擔任古巴政府的間諜近30年，並密謀向古巴政府提供機密情報。

### 反恐
外交安全局在本土及世界各地有大量的探員支援反恐行動，調查針對美國大使館和領事館的威脅。每當在海外的美國政府資產造受襲擊時，外交安全局探員都會在現場進行調查。

### 追捕逃犯
追捕逃避美國管轄權的逃犯。

### 區域安全官

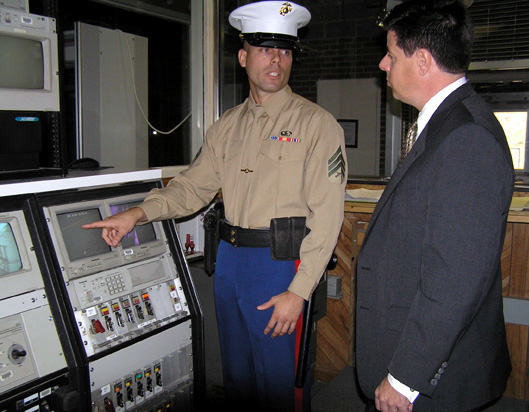
區域安全官（RSO）與海軍陸戰隊使館衛兵

區域安全官（區安官；RSO）是外交安全局駐海外探員的頭銜。同時具備外交官和執法人員的身分。區安官在美國駐外使領館亦與合作負責外館保安。

## 流行文化

### 相關電影
2011年：玩命關頭5
2015年：倒數行動
2016年：13小時：班加西的秘密士兵